# Европско првенство у атлетици у дворани 2019 — 3.000 метара за жене
Такмичење у трчању на 3.000 метара у женској конкуренцији на 35. Европском првенству у дворани 2019. у Глазгову одржано је 1. марта у Емиратес арени.
Титулу освојену у Београду 2017. одбранила је Лора Мјур из Уједињеног Краљевства.

## Земље учеснице
Учествовале су 16 такмичарки из 10 земаља.
1. Аустрија (1)
2. Италија (1)
3. Мађарска (1)
4. Немачка (2)
5. Норвешка (1)
6. Уједињено Краљевство (3)
7. Француска (1)
8. Холандија (2)
9. Шведска (2)
10. Шпанија (2)

## Рекорди
| Рекорди пре почетка Европског првенства 2019.     | Рекорди пре почетка Европског првенства 2019. | Рекорди пре почетка Европског првенства 2019. | Рекорди пре почетка Европског првенства 2019. | Рекорди пре почетка Европског првенства 2019. | Рекорди пре почетка Европског првенства 2019. |
| ------------------------------------------------- | --------------------------------------------- | --------------------------------------------- | --------------------------------------------- | --------------------------------------------- | --------------------------------------------- |
| Светски рекорд                                    | Гензебе Дибаба                                | Етиопија                                      | 8:16,60                                       | Стокхолм, Немачка                             | 8. фебруар 2014.                              |
| Европски рекорд                                   | Лора Мјур                                     | Велика Британија                              | 8:26,41                                       | Карлсруе, Немачка                             | 4. фебруар 2017.                              |
| Рекорди европских првенстава                      | Лора Мјур                                     | Велика Британија                              | 8:35,67                                       | Београд, Србија                               | 5. март 2017.                                 |
| Најбољи светски резултат сезоне у дворани         | Констанце Клостералфен                        | Немачка                                       | 8:32,47                                       | Лајпциг, Немачка                              | 16. фебруар 2019.                             |
| Најбољи европски резултат сезоне у дворани        | Констанце Клостералфен                        | Немачка                                       | 8:32,47                                       | Лајпциг, Немачка                              | 16. фебруар 2019.                             |
| Рекорди после завршеног Европског првенства 2019. |                                               |                                               |                                               |                                               |                                               |
| Рекорди европских првенстава                      | Лора Мјур                                     | Велика Британија                              | 8:30,61                                       | Глазгов, Уједињено Краљевство                 | 1. март 2019.                                 |
| Најбољи светски резултат сезоне у дворани         | Лора Мјур                                     | Велика Британија                              | 8:30,61                                       | Глазгов, Уједињено Краљевство                 | 1. март 2019.                                 |
| Најбољи европски резултат сезоне у дворани        | Лора Мјур                                     | Велика Британија                              | 8:30,61                                       | Глазгов, Уједињено Краљевство                 | 1. март 2019.                                 |

## Најбољи европски резултати у 2019. години
Десет најбољих европских такмичарки у трци на 3.000 метара у дворани 2019. године пре почетка првенства (1. марта 2019), имале су следећи пласман на европској и светској ранг листи. (СРЛ),
| 1.  | Констанце Клостералфен    | Немачка          | 8:32,47 | 16. фебруар | 1. СРЛ  |
| 2.  | Мелиса Кортни             | Велика Британија | 8:43,36 | 2. фебруар  | 2. СРЛ  |
| 3.  | Алина Рех                 | Немачка          | 8:43,72 | 16. фебруар | 3. СРЛ  |
| 4.  | Каролина Бјеркели Гровдал | Норвешка         | 8:44,68 | 10. фебруар | 5. СРЛ  |
| 5.  | Клаудија Михаела Бобоча   | Румунија         | 8:47,59 | 8. фебруар  | 11. СРЛ |
| 6.  | Морин Костер              | Холандија        | 8:47,61 | 2. фебруар  | 12. СРЛ |
| 7.  | Лора Мјур                 | Велика Британија | 8:48,03 | 9. фебруар  | 13. СРЛ |
| 8.  | Хана Клајн                | Немачка          | 8:50,57 | 2. фебруар  | 15. СРЛ |
| 9.  | Јоланда Нгарамбе          | Шведска          | 8:53,97 | 8. фебруар  | 17. СРЛ |
| 10. | Светлана Аплачкина        | Русија           | 8:54,08 | 13. фебруар | 20. СРЛ |

Такмичарке чија су имена подебљана учествовале су на ЕП.

## Сатница
| Датум         | Време | Ниво   |
| ------------- | ----- | ------ |
| 1. март 2019. | 21:40 | Финале |

## Квалификациона норма
| дворана | отворено |
| ------- | -------- |
| 9:15,00 | 9:00,00  |

## Освајачи медаља
| Освајачи медаља |                        |                                |  |  |  |  |
|                 |                        |                                |  |  |  |  |
|                 |                        |                                |  |  |  |  |
|                 |                        |                                |  |  |  |  |
| Лора Мјур       | Констанце Клостералфен | Мелиса Кортни (иза Лоре Мјури) |  |  |  |  |
| У.Краљевство    | Немачка                | У.Краљевство                   |  |  |  |  |

## Резултати

### Финале
Такмичење је одржано 1. марта 2019. године у 21:40 по локалном времену.
| Пласман | Атлетичарка               | Земља                | ЛР      | ЛРС     | Резултат | Белешка       |
| ------- | ------------------------- | -------------------- | ------- | ------- | -------- | ------------- |
|         | Лора Мјур                 | Уједињено Краљевство | 8:26,41 | 8:48,03 | 8:30,61  | РСП, СРС, ЕРС |
|         | Констанце Клостералфен    | Немачка              | 8:32,47 | 8:32,47 | 8:34,06  |               |
|         | Мелиса Кортни             | Уједињено Краљевство | 8:43,36 | 8:43,36 | 8:38,22  | ЛР            |
| 4.      | Алина Рех                 | Немачка              | 8:43,72 | 8:43,72 | 8:39,45  | ЛР            |
| 5.      | Каролина Бјеркели Гровдал | Норвешка             | 8:44,68 | 8:44,68 | 8:52,12  |               |
| 6.      | Морин Костер              | Холандија            | 8:44,63 | 8:47,61 | 8:56,22  |               |
| 7.      | Ајлиш Маколган            | Уједињено Краљевство | 8:43,02 | 8:57,19 | 8:59,71  |               |
| 8.      | Селиа Антон               | Шпанија              | 9:01,51 | 9:01,51 | 9:00,57  | ЛР            |
| 9.      | Викторија Ђуркес          | Мађарска             | 9:03,57 | 9:03,57 | 9:03,56  | ЛР            |
| 10.     | Маргерита Мањани          | Италија              | 8:51,81 | 9:01,32 | 9:05,32  |               |
| 11.     | Кристина Еспехо           | Шпанија              | 9:02,45 | 9:02,45 | 9:06,26  |               |
| 12.     | Нада Пауер                | Аустрија             | 9:01,87 | 9:01,87 | 9:06,75  |               |
| 13.     | Јулија ван Велтховен      | Холандија            | 8:58,28 | 8:58,28 | 9:14,90  |               |
| 14.     | Јоланда Нгарамбе          | Шведска              | 8:53,97 | 8:53,97 | 9:17,53  |               |
| 15.     | Офели Клауд-Бокбергер     | Француска            | 8:59,57 | 8:59,57 | 9:19,55  |               |
| 16.     | Лиза Хавел                | Шведска              | 9:02,04 | 9:02,04 | 9:22,72  |               |

Подебљани лични рекорди су и национални рекорди земље коју такмичарка представља

### Пролазна времена финалне трке
| Дистанца | Атлетичарка            | Држава               | Време   |
| -------- | ---------------------- | -------------------- | ------- |
| 1.000 м  | Ајлиш Маколган         | Уједињено Краљевство | 2:56,91 |
| 2.000 м  | Констанце Клостералфен | Немачка              | 5:48,92 |